# Mont Triquet
Pour les articles homonymes, voir Triquet.
Le mont Triquet est une colline située à Saint-Gabriel-de-Valcartier.

## Toponymie
Selon la Commission de toponymie du Québec, qui a officialisé son nom le 5 décembre 1968, le nom de la colline rend hommage au brigadier-général Paul Triquet (1910-1980), militaire honoré de la campagne d'Italie durant la Seconde Guerre mondiale. Les collines voisines (mont Casa-Berardi, Cassino, Corriano et Greccio) sont nommées d'après des lieux italiens en lien avec cet épisode.
Autrefois, la colline portait le nom de « mont Pinkney » (patronyme anglophone) et de « mont Tonatouan » (mot d'origine wendat signifiant « grosse montagne »).

## Géographie

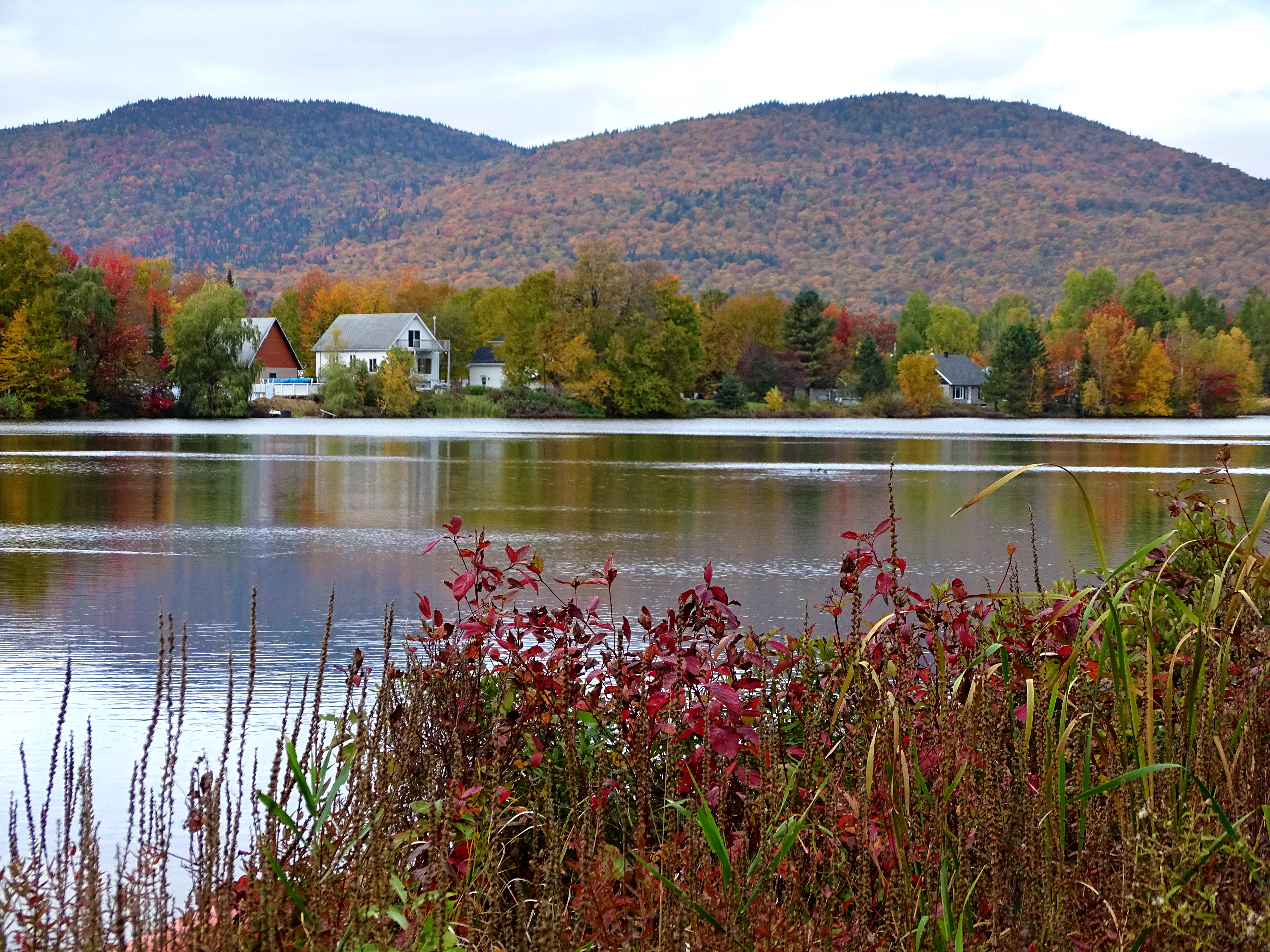
Le mont Triquet et le lac Ferré.

Le mont Triquet est situé sur le rebord sud des Laurentides. Cette colline boisée domine Saint-Gabriel-de-Valcartier et est visible au loin depuis le centre-ville de Québec.